# Cuenca del río Aysén
La cuenca del río Aysén es el espacio natural comprendido por la cuenca hidrográfica del río Aysén que fluye en el lado occidental de la Patagonia. Ubicada mayormente en Chile, incluye también la zona de drenaje izquierdo del río Simpson ubicada en Argentina que le da a la cuenca el carácter de cuenca de recursos hídricos compartidos internacional. 
La parte chilena, con 5 subcuencas y 30 subsubcuencas, se registra con el número 113 en su inventario de cuencas y la parte argentina es conocida con el número 78, que es asociada al río Simpson, como ya se dijo.
A partir de la década de los años 1970 se ha ampliado el concepto de cuenca hasta entender, ya en los primeros años del siglo XXI, una cuenca hidrográfica en lo que respecta a su definición espacial y funcional, como la unidad geopolítica y socioeconómica más apropiada y racional para el desarrollo integrado de los recursos de tierras y aguas asociados a la vegetación y en conjunto con los usuarios de nivel local y regional.: 17 

Mapa de la parte chilena de la cuenca del río Aysén.

## Límites

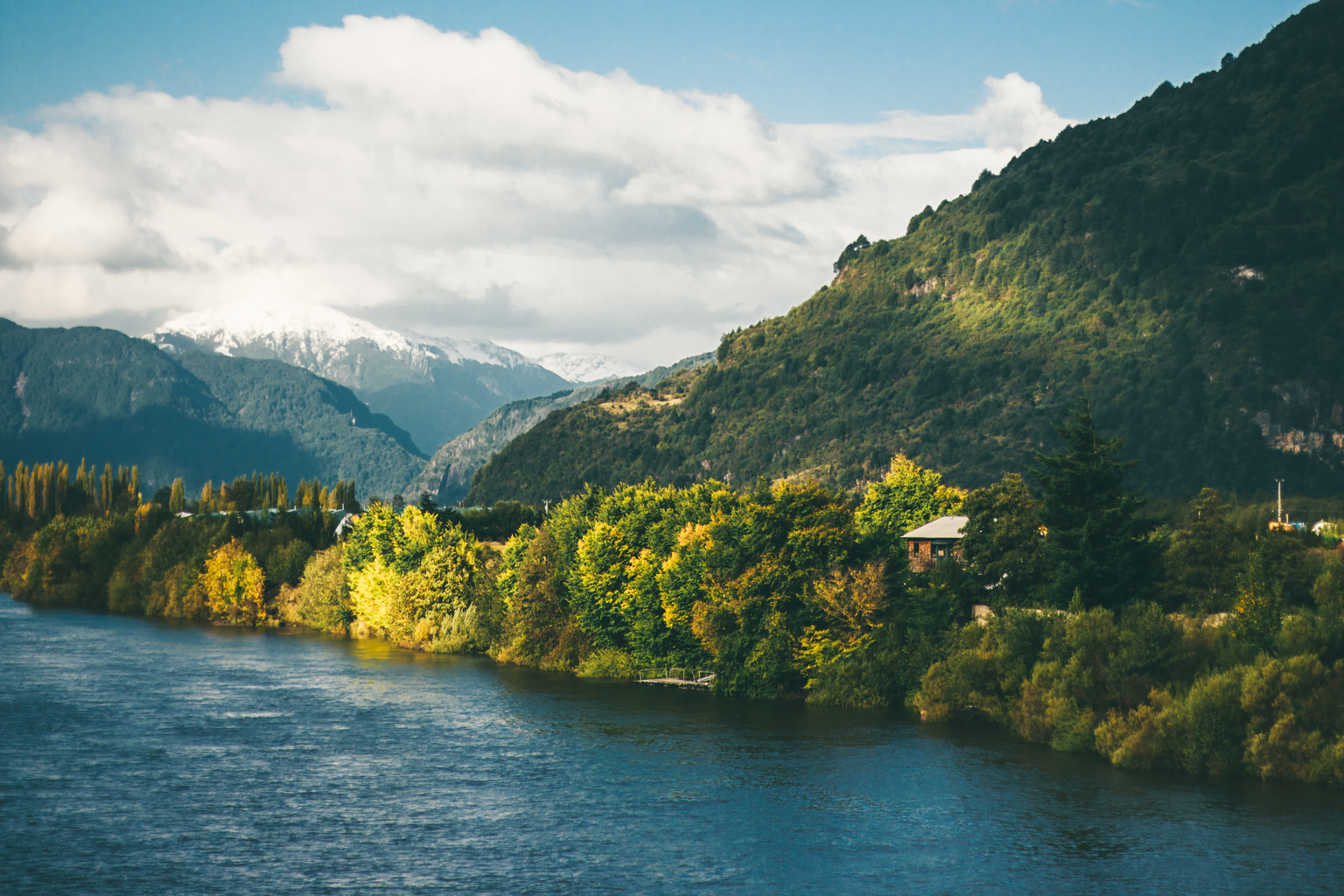
Río Aysén.

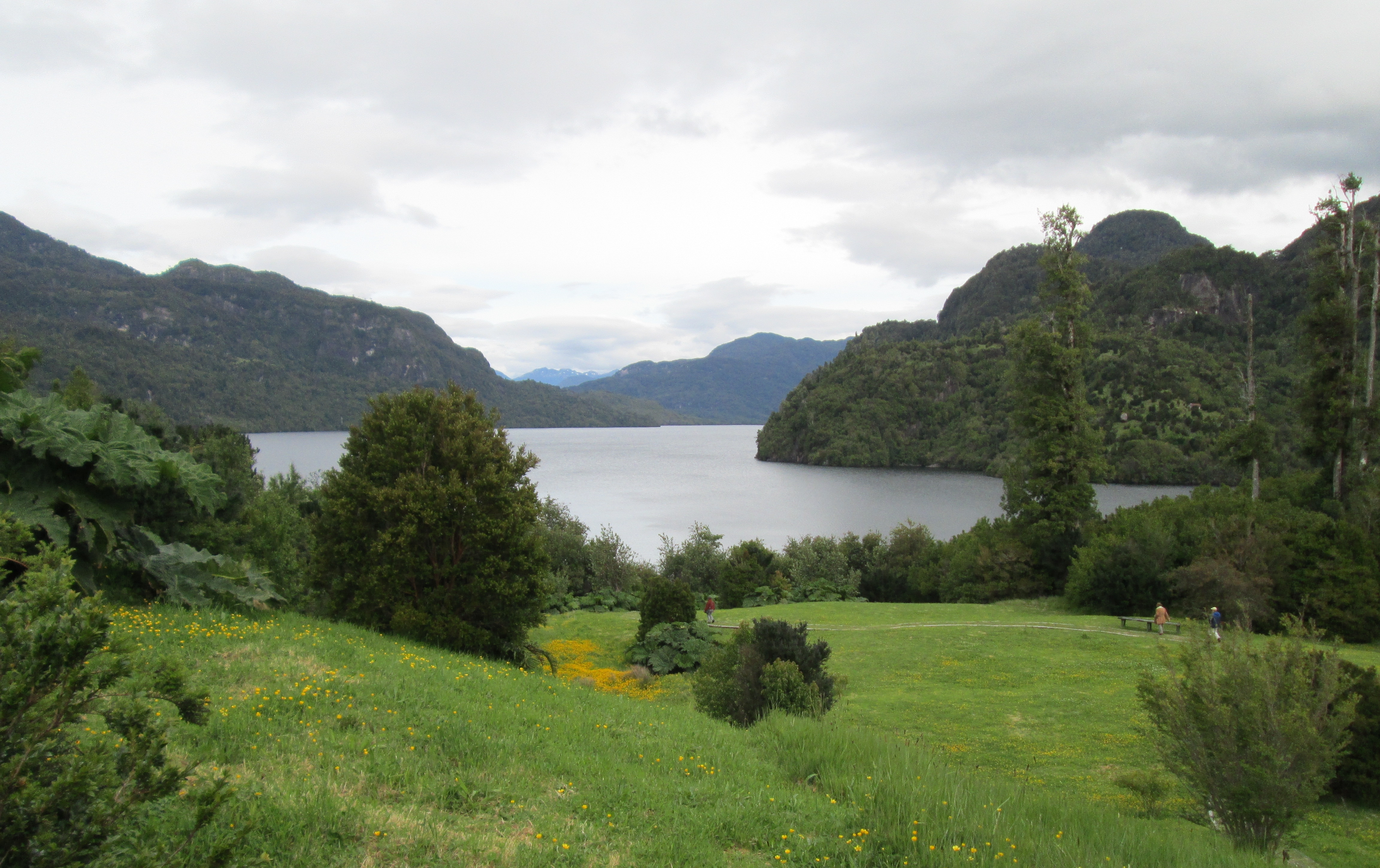
Lago Riesco.

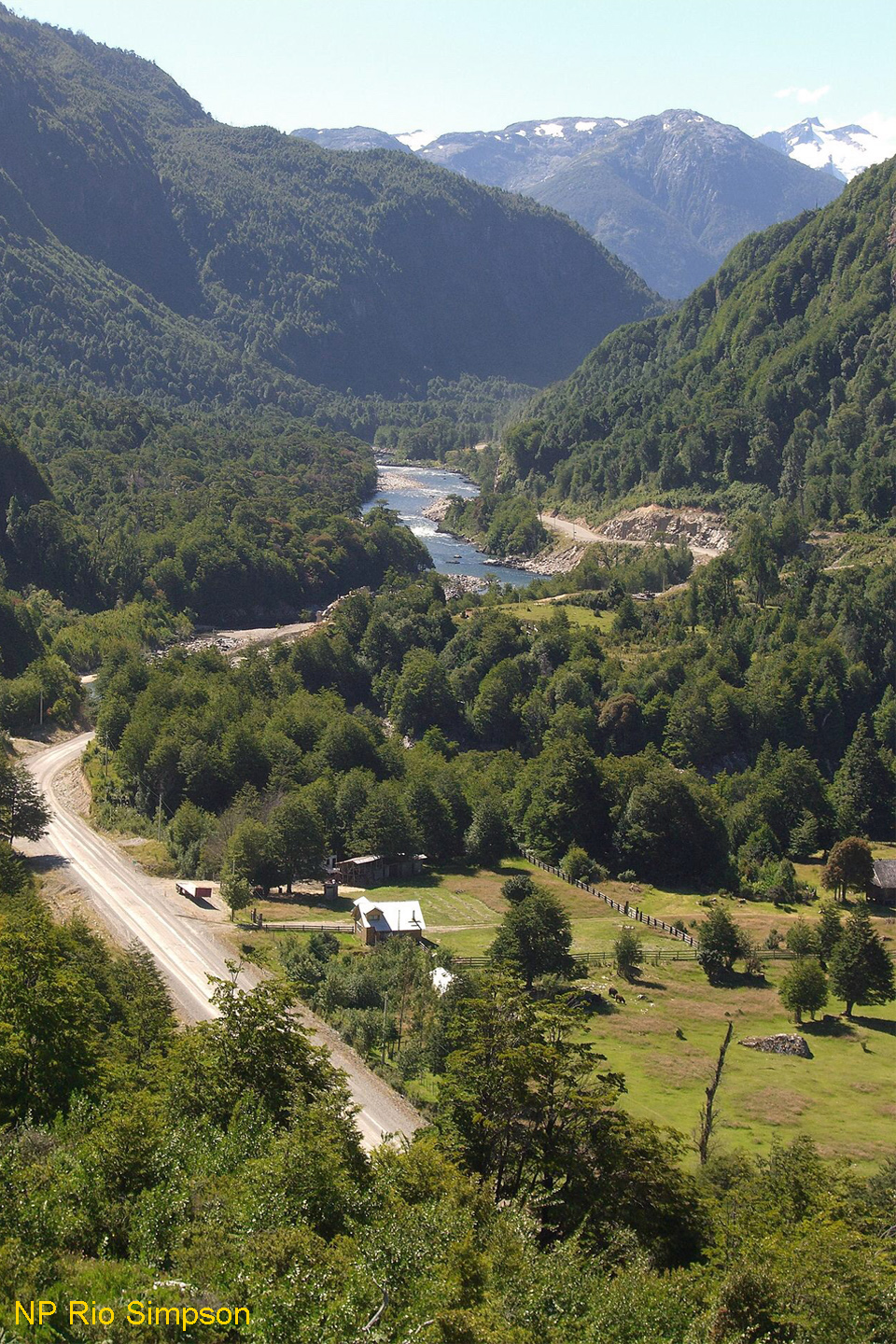
Río Simpson.

Limita al norte con la cuenca del río Cisnes y varias cuencas exorreicas menores, como la del río Uspallante, la del río Queulat y la del río Cuervo (Fiordo Aysén). Al este limita con las cuencas argentinas del río Senguerr por el norte, la de río Mayo y las del río Guenguel por el sur. Por el lado sur, la de Aysén limita con el río Ibáñez de la cuenca del río Baker. Al oeste limita con el río Lagunillas del ítem 114 del inventario de cuencas de Chile.
Se extiende con una superficie total de 11 674 km² de los cuales 438 km² se encuentran en territorio argentino (3,75%) y 11 236 km² en Chile (96,25%).: 531 
Su características geomorfológicas están dadas por 3 unidades principales de orientación N-S: la cordillera de los Andes, los cordones subandinos orientales y los relieves planiformes orientales.: 98 

## Población y regiones
La cuenca chilena cubre parcialmente el territorio de las Provincias de Aysén y Coyhaique.
La hoya alberga 33 entidades pobladas de las cuales dos son ciudades, Coyhaique, capital regional y Puerto Aysén. Otros poblados de importancia son Villa Mañihuales, Balmaceda, Villa Simpson y El Blanco, aparte de otras comunidades rurales nunca lejanas de los principales cursos fluviales. 
| Nombre           | Población comunal (2002) | Cauces asociados |
| ---------------- | ------------------------ | ---------------- |
| Coyhaique        | 50 041                   | Río Simpson      |
| Puerto Aysén     | 15 865                   | Río Aysén        |
| Villa Mañihuales | 1665                     | Río Mañihuales   |
| Balmaceda        | 624                      | Río Oscuro       |
| Villa Simpson    | 497                      | Río Simpson      |
| El Blanco        | 418                      | Río Blanco       |

## Subdivisiones
La Dirección General de Aguas subdivide o reúne las cuencas de Chile acorde a las necesidades de estudio y gestión. Existen dos inventarios que han logrado ser aceptados como principales, el inventario de cuencas del Banco Nacional de Aguas (BNA) de 1978, de mayor uso, y el inventario de cuencas del Departamento de Administración de Recursos Hídricos (DARH) de 2014 de mejor cartografía que ha obligado a redefinir algunos límites, a veces con cambios mayores, pero también por algunas redefiniciones del concepto de subcuenca.
Bajo el BNA el código del ítem es 113 y con el DARH es 1103.
La subdivisión del BNA es como sigue:
| Cuenca               | Subcuenca | Subsubcuenca | Aguas                                                                    | Área drenaje | Observaciones            |
| -------------------- | --------- | ------------ | ------------------------------------------------------------------------ | ------------ | ------------------------ |
| 113 Río Aysén (mapa) |           |              |                                                                          |              |                          |
| 113                  | 1130      | 11300        | Río Goichel o Nireguao hasta Río Norte                                   | 804          |                          |
| 113                  | 1130      | 11301        | Río Norte                                                                | 546          |                          |
| 113                  | 1130      | 11302        | Río Nireguao entre Río Norte y Río Picaflor                              | 674          |                          |
| 113                  | 1130      | 11303        | Río Picaflor hasta Río Turbio                                            | 466          |                          |
| 113                  | 1130      | 11304        | Río Picaflor Entre Arriba Río Turbio y Río Ñiregua                       | 308          |                          |
| 113                  | 1130      | 11305        | Río Ñireguao Entre Río Picaflor y Río Cañón                              | 144          |                          |
| 113                  | 1130      | 11306        | Río Cañón                                                                | 255          |                          |
| 113                  | 1130      | 11307        | Río Emperador Guillermo                                                  | 589          |                          |
| 113                  | 1130      | 11308        | Río Mañiguales Entre Río Canon y Río Aisen                               | 447          |                          |
| 113                  | 1131      | 11310        | Vertiente chilena del río Simpson en la frontera                         | 478          | Compartida con Argentina |
| 113                  | 1131      | 11311        | Río Simpson entre frontera y Río Blanco                                  | 178          |                          |
| 113                  | 1131      | 11312        | Río Blanco                                                               | 369          |                          |
| 113                  | 1131      | 11313        | Río Simpson entre Río Blanco y Río Pollux                                | 417          |                          |
| 113                  | 1131      | 11314        | Río Pollux                                                               | 464          |                          |
| 113                  | 1131      | 11315        | Río Simpson entre Río Pollux y Río Coihaique                             | 115          |                          |
| 113                  | 1131      | 11316        | Río Coihaique                                                            | 646          |                          |
| 113                  | 1131      | 11317        | Río Simpson entre Río Coyhaique y bajo Río Correntoso                    | 362          |                          |
| 113                  | 1131      | 11318        | Río Simpson Entre Río Correntoso y Río Aisen                             | 330          |                          |
| 113                  | 1132      | 11320        | Río Aisen Entre Junta Maniguales - Simpson y Río Riesco                  | 66           |                          |
| 113                  | 1133      | 11330        | Desagüe Laguna La Paloma                                                 | 515          |                          |
| 113                  | 1133      | 11331        | Río La Paloma Entre Desagüe Laguna La Paloma y Río Desagüe Lago Elizalde | 295          |                          |
| 113                  | 1133      | 11332        | Desagüe Lago Elizalde                                                    | 427          |                          |
| 113                  | 1133      | 11333        | Desagüe Lago Elizalde a (Desagüe L. Caro) Río Cajon Bravo                | 147          |                          |
| 113                  | 1133      | 11334        | Río Cajon Bravo                                                          | 346          |                          |
| 113                  | 1133      | 11335        | Río Blanco Entre Río Cajon Bravo y Desagüe Laguna Riesco                 | 383          |                          |
| 113                  | 1133      | 11336        | Río Condor y Laguna Riesco en desagüe                                    | 397          |                          |
| 113                  | 1133      | 11337        | Río Riesco Entre Desagüe Laguna Riesco y Río Aisen (Río Guaquer)         | 392          |                          |
| 113                  | 1134      | 11340        | Río Pangal en junta Río de Los Palos                                     | 445          |                          |
| 113                  | 1134      | 11341        | Río de Los Palos en junta Río Aisen                                      | 262          |                          |
| 113                  | 1134      | 11342        | Río Aisen entre Río Riesco y desembocadura                               | 191          |                          |
| total:               | 5         | 30           | Región: XI (100%) / Tipo: Exorreica / Desemb.: O. Pacífico               | 11458 km²    |                          |

La disposición de cuencas en el inventario DARH es la siguiente:
| Código       | Nombre                                                                      | Código en mapa   | Tipología de cuenca | Vertiente de cuenca | Origen de cuenca | Temperatura media anual (C°) | Temperatura máxima (C°) | Temperatura mínima (C°) | Precipitación anual (mm) | Número de estaciones fluviométricas | Número de estaciones pluviométricas | Área (km²)       |
| ------------ | --------------------------------------------------------------------------- | ---------------- | ------------------- | ------------------- | ---------------- | ---------------------------- | ----------------------- | ----------------------- | ------------------------ | ----------------------------------- | ----------------------------------- | ---------------- |
| 1103         | Cuenca Río Aysén                                                            | Cuenca Río Aysén | Cuenca Río Aysén    | Cuenca Río Aysén    | Cuenca Río Aysén | Cuenca Río Aysén             | Cuenca Río Aysén        | Cuenca Río Aysén        | Cuenca Río Aysén         | Cuenca Río Aysén                    | Cuenca Río Aysén                    | Cuenca Río Aysén |
| 11030000     | Rio Manihuales desde Rio Cañón hasta junta Rio Aysen                        | 98               | Exorreica           | Pacífico            | Pluvial          | 5.0                          | 14.5                    | -2.6                    | 1547.7                   | 1                                   | 0                                   | 443.6            |
| 1103000000   | Río Manihuales desde junta Rio Nireguao hasta junta Rio Empreador Guillermo | 99               | Exorreica           | Pacífico            | Pluvial          | 5.7                          | 15.6                    | -2.4                    | 1340.0                   | 0                                   | 1                                   | 145.0            |
| 11030000000  | Río Canon                                                                   | 100              | Exorreica           | Pacífico            | Pluvial          | 4.5                          | 14.1                    | -3.3                    | 1469.9                   | 0                                   | 0                                   | 248.2            |
| 11030000001  | Río Manihuales hasta junta Río Nireguao                                     | 101              | Exorreica           | Pacífico            | Pluvial          | 5.9                          | 15.9                    | -2.3                    | 1357.6                   | 0                                   | 0                                   | 483.3            |
| 110300000010 | Río El Toqui                                                                | 103              | Exorreica           | Pacífico            | Pluvial          | 4.6                          | 15.1                    | -3.9                    | 991.0                    | 0                                   | 0                                   | 315.1            |
| 110300000010 | Río Turbio                                                                  | 102              | Exorreica           | Pacífico            | Pluvial          | 5.0                          | 14.7                    | -2.8                    | 1468.6                   | 0                                   | 0                                   | 286.6            |
| 11030000002  | Río Nireguao entre Río Norte y Río Manihuales                               | 104              | Exorreica           | Pacífico            | Pluvial          | 5.4                          | 15.7                    | -3.1                    | 992.4                    | 1                                   | 1                                   | 650.6            |
| 110300000020 | Río Norte                                                                   | 105              | Exorreica           | Pacífico            | Pluvial          | 5.1                          | 15.9                    | -3.7                    | 797.2                    | 0                                   | 0                                   | 407.2            |
| 110300000021 | Río Goichel o Nireguao hasta Río Norte                                      | 106              | Exorreica           | Pacífico            | PluvioNival      | 5.8                          | 16.7                    | -3.3                    | 658.3                    | 0                                   | 1                                   | 771.7            |
| 1103000001   | Río Emperador Guillermo                                                     | 107              | Exorreica           | Pacífico            | Pluvial          | 4.9                          | 14.9                    | -3.4                    | 1075.6                   | 1                                   | 1                                   | 604.1            |
| 11030100     | Río Pangal y Río Arredondo                                                  | 108              | Exorreica           | Pacífico            | Pluvial          | 6.4                          | 15.3                    | -0.8                    | 2080.5                   | 0                                   | 0                                   | 191.4            |
| 1103010000   | Río Pangal Alto                                                             | 109              | Exorreica           | Pacífico            | Pluvial          | 5.4                          | 14.5                    | -1.9                    | 1864.8                   | 0                                   | 0                                   | 393.5            |
| 1103010001   | Lago Los Palos                                                              | 110              | Exorreica           | Pacífico            | Pluvial          | 5.8                          | 14.6                    | -1.3                    | 2057.8                   | 0                                   | 0                                   | 213.7            |
| 11030202     | Río Simpson desde Estero Caracoles hasta junta Río Aysén                    | 111              | Exorreica           | Pacífico            | Pluvial          | 5.5                          | 15.1                    | -2.5                    | 1342.4                   | 2                                   | 2                                   | 747.8            |
| 1103020200   | Río Simpson entre Río Pollux y Río Coihaique                                | 112              | Exorreica           | Pacífico            | Pluvial          | 5.7                          | 15.4                    | -2.4                    | 1210.9                   | 3                                   | 1                                   | 149.1            |
| 11030202000  | Río Simpson entre Río Blanco y Río Pollux                                   | 113              | Exorreica           | Pacífico            | Pluvial          | 6.7                          | 16.5                    | -1.6                    | 1070.5                   | 0                                   | 0                                   | 338.8            |
| 110302020000 | Río Simpson Alto                                                            | 114              | Exorreica           | Pacífico            | PluvioNival      | 5.2                          | 15.5                    | -3.7                    | 621.8                    | 3                                   | 0                                   | 1241.5           |
| 110302020001 | Río Blanco                                                                  | 115              | Exorreica           | Pacífico            | Pluvial          | 3.4                          | 13.5                    | -5.5                    | 687.3                    | 1                                   | 0                                   | 377.6            |
| 1103020201   | Río Coihaique                                                               | 116              | Exorreica           | Pacífico            | PluvioNival      | 5.3                          | 15.7                    | -3.5                    | 789.4                    | 1                                   | 2                                   | 621.1            |
| 11030202011  | Río Pollux                                                                  | 117              | Exorreica           | Pacífico            | PluvioNival      | 5.9                          | 16.0                    | -2.6                    | 908.7                    | 1                                   | 0                                   | 431.3            |
| 110303       | Costeras entre Río Cisnes y Punta San Andrés                                | 0                | Exorreica           | Pacífico            | Pluvial          | 8.2                          | 17.2                    | 0.9                     | 2274.6                   | 1                                   | 2                                   | 141.4            |
| 11030400     | Río Blanco hasta junta Río Aysén                                            | 118              | Exorreica           | Pacífico            | Pluvial          | 5.9                          | 14.9                    | -1.5                    | 1732.3                   | 2                                   | 0                                   | 466.8            |
| 1103040000   | Río Cóndor y Laguna Riesco en Desagüe                                       | 119              | Exorreica           | Pacífico            | Pluvial          | 5.7                          | 14.5                    | -1.5                    | 1854.9                   | 0                                   | 0                                   | 366.3            |
| 1103040001   | Lago Zenteno, Lago Portales y Río Quetro                                    | 120              | Exorreica           | Pacífico            | Pluvial          | 6.4                          | 15.6                    | -1.2                    | 1658.7                   | 0                                   | 0                                   | 338.0            |
| 11030400010  | Lago Atravesado                                                             | 121              | Exorreica           | Pacífico            | Pluvial          | 5.5                          | 15.0                    | -2.4                    | 1287.4                   | 0                                   | 0                                   | 150.0            |
| 1103040002   | Río Cajón Bravo                                                             | 122              | Exorreica           | Pacífico            | Pluvial          | 4.5                          | 13.4                    | -2.9                    | 1522.0                   | 1                                   | 0                                   | 367.3            |
| 1103040003   | Lago Caro                                                                   | 123              | Exorreica           | Pacífico            | Pluvial          | 5.2                          | 14.5                    | -2.4                    | 1431.1                   | 0                                   | 0                                   | 134.1            |
| 11030400030  | Lago Elizalde                                                               | 124              | Exorreica           | Pacífico            | Pluvial          | 5.3                          | 14.9                    | -2.8                    | 1135.9                   | 1                                   | 0                                   | 346.8            |
| 11030400031  | Río La Paloma                                                               | 125              | Exorreica           | Pacífico            | Pluvial          | 4.4                          | 13.8                    | -3.6                    | 1187.5                   | 0                                   | 0                                   | 301.4            |
| 110304000310 | Desagüe Laguna La Paloma                                                    | 126              | Exorreica           | Pacífico            | Pluvial          | 3.6                          | 13.4                    | -4.8                    | 917.6                    | 0                                   | 0                                   | 534.8            |
| 110304000310 | Desagüe Laguna La Paloma                                                    | 126              | Exorreica           | Pacífico            | Pluvial          | 3.6                          | 13.4                    | -4.8                    | 917.6                    | 0                                   | 0                                   | 534.8            |
| 110304000310 | Desagüe Laguna La Paloma                                                    | 126              | Exorreica           | Pacífico            | Pluvial          | 3.6                          | 13.4                    | -4.8                    | 917.6                    | 0                                   | 0                                   | 534.8            |

## Hidrografía

Diagrama unifilar de la cuenca del río Aysén.

### Red hidrográfica
Los cuerpos de agua aquí considerados en esta categoría son:

### Caudales y régimen
El inventario DARH considera algunas subcuencas como de origen pluvionival y otras pluvial.

### Glaciares
El inventario público de glaciares de Chile 2022 consigna un total de 805 glaciares en la cuenca, de los cuales 801 no tienen nombre. El área total cubierta es de 100,3 km² y se estima el volumen de agua almacenada en los glaciares en 2,12 km³. Los cuatro glaciares con nombre propio llevan el nombre "volcán Hudson" y el mayor de ellos tiene un área de 6,033 km².

### Depósitos de relaves
La cuenca del río Baker y la del río Aysén son las únicas cuencas al sur de Cauquenes que tienen en su área depósitos de relaves. En la del Aysén: los cuatro depósitos inactivos de la faena de zinc y oro "El Toqui" en la Comuna de Coyhaique.

## Clima

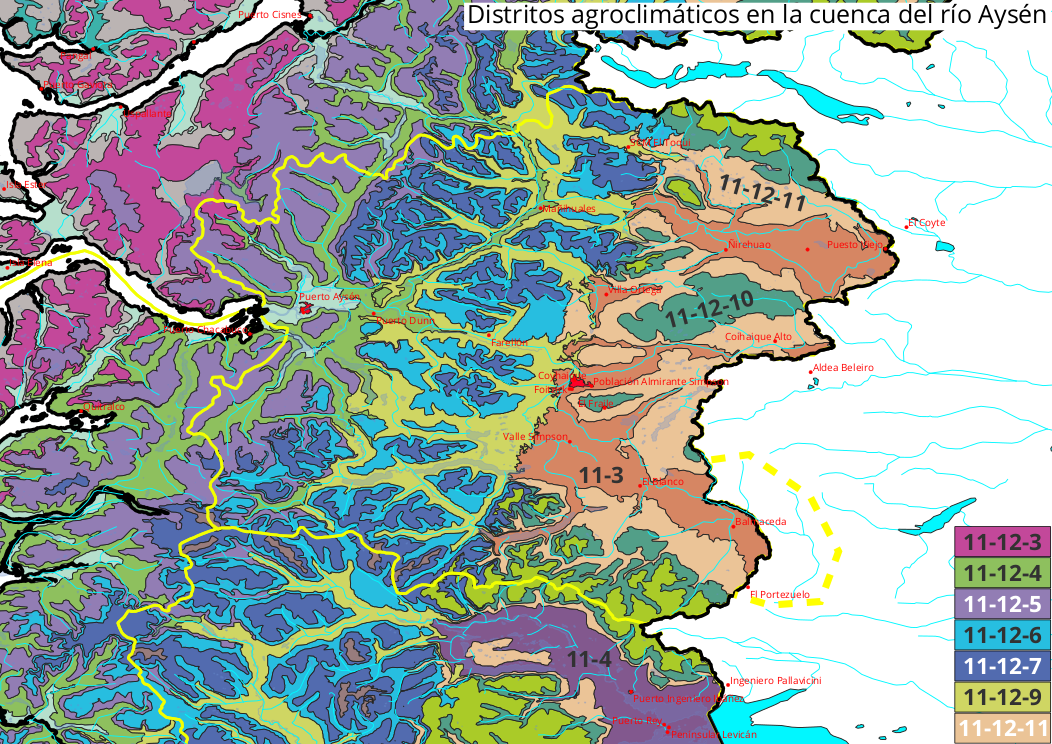
Distritos agroclimáticos en la parte chilena de la cuenca. En amarillo los límites de la cuenca.

El Atlas agroclimático de Chile distingue 8 distritos agroclimáticos en la parte chilena de la cuenca:
- 11-12-5  Tundra (ET). La temperatura oscila entre un máximo de enero de 15,1 °C y un mínimo de julio de -1,7 °C. Tiene un promedio de 0 días consecutivos libres de heladas. En el año se registra un promedio de 166 heladas. El periodo de temperaturas favorables a la actividad vegetativa dura 0 meses. Registra anualmente 168 días grado y 1.800 horas de frío acumuladas hasta el 31 de julio. La precipitación media anual es de 2.500 mm y un periodo seco de 0 meses, con un déficit hídrico de 0 mm/año. El período húmedo dura 12 meses durante los cuales se produce un excedente hídrico de 1.702 mm.
- 11-12-4  Templado frío con régimen de humedad hiper húmedo (CfcpH). La temperatura oscila entre un máximo de enero de 16,9 °C y un mínimo de julio de -0,5 °C. Tiene un promedio de 98 días consecutivos libres de heladas. En el año se registra un promedio de 108 heladas. El periodo de temperaturas favorables a la actividad vegetativa dura 3 meses. Registra anualmente 293 días grado y 1.822 horas de frío acumuladas hasta el 31 de julio. La precipitación media anual es de 2.341 mm y un periodo seco de 0 meses, con un déficit hídrico de 10 mm/año. El período húmedo dura 11 meses durante los cuales se produce un excedente hídrico de 1.516 mm.
- 11-12-9  Templado frío con régimen de humedad húmedo (Cfcf). La temperatura oscila entre un máximo de enero de 17,9 °C y un mínimo de julio de -2,7 °C. Tiene un promedio de 90 días consecutivos libres de heladas. En el año se registra un promedio de 150 heladas. El periodo de temperaturas favorables a la actividad vegetativa dura 3 meses. Registra anualmente 332 días grado y 1.849 horas de frio acumuladas hasta el 31 de julio. La precipitación media anual es de 1.484 mm y un periodo seco de 0 meses, con un déficit hídrico de 124 mm/año. El período húmedo dura 8 meses durante los cuales se produce un excedente hídrico de 644 mm.
- 11-12-6  Tundra (ET). La temperatura oscila entre un máximo de enero de 13,6 °C y un mínimo de julio de -2,9 °C. Tiene un promedio de 0 días consecutivos libres de heladas. En el año se registra un promedio de 211 heladas. El periodo de temperaturas favorables a la actividad vegetativa dura 0 meses. Registra anualmente 104 días grado y 1.800 horas de frío acumuladas hasta el 31 de julio. La precipitación media anual es de 1.854 mm y un periodo seco de 0 meses, con un déficit hídrico de 7 mm/año. El período húmedo dura 11 meses durante los cuales se produce un excedente hídrico de 1.047 mm.
- 11-12-11  Templado frío con régimen de humedad sub húmedo húmedo (CscShh).. La temperatura oscila entre un máximo de enero de 16,3 °C y un mínimo de julio de -4,3 °C. Tiene un promedio de 0 días consecutivos libres de heladas. En el año se registra un promedio de 203 heladas. El periodo de temperaturas favorables a la actividad vegetativa dura 1 mes. Registra anualmente 208 días grado y 1.800 horas de frio acumuladas hasta el 31 de julio. La precipitación media anual es de 812 mm y un periodo seco de 3 meses, con un déficit hídrico de 375 mm/año. El período húmedo dura 5 meses durante los cuales se produce un excedente hídrico de 177 mm.
- 11-12-10  Tundra (ET). La temperatura oscila entre un máximo de enero de 12,9 °C y un mínimo de julio de -5,8 °C. Tiene un promedio de 0 días consecutivos libres de heladas. En el año se registra un promedio de 259 heladas. El periodo de temperaturas favorables a la actividad vegetativa dura 0 meses. Registra anualmente 78 días grado y 1.800 horas de frío acumuladas hasta el 31 de julio. La precipitación media anual es de 810 mm y un periodo seco de 4 meses, con un déficit hídrico de 311 mm/año. El período húmedo dura 6 meses durante los cuales se produce un excedente hídrico de 194 mm.
- 11-3  Templado frío con régimen de humedad sub húmedo húmedo (CscShh). La temperatura oscila entre un máximo de enero de 19 °C y un mínimo de julio de -3,6 °C. Tiene un promedio de 96 días consecutivos libres de heladas. En el año se registra un promedio de 161 heladas. El periodo de temperaturas favorables a la actividad vegetativa dura 3 meses. Registra anualmente 395 días grado y 1.834 horas de frío acumuladas hasta el 31 de julio. La precipitación media anual es de 798 mm y un periodo seco de 4 meses, con un déficit hídrico de 426 mm/año. El período húmedo dura 5 meses durante los cuales se produce un excedente hídrico de 172 mm.
- 11-12-7  Tundra (ET). La temperatura oscila entre un máximo de enero de 9,9 °C y un mínimo de julio de -4,7 °C. Tiene un promedio de 0 días consecutivos libres de heladas. En el año se registra un promedio de 283 heladas. El periodo de temperaturas favorables a la actividad vegetativa dura 0 meses. Registra anualmente 25 días grado y 1.800 horas de frio acumuladas hasta el 31 de julio. La precipitación media anual es de 1.950 mm y un periodo seco de 0 meses, con un déficit hídrico de 0 mm/año. El período húmedo dura 12 meses durante los cuales se produce un excedente hídrico de 1.186 mm.

| Diagrama Walter Lieth de Puerto Aysén. | Diagrama Walter Lieth de Coyhaique. |

Los diagramas Walter Lieth muestran con un área azul los periodos en que las precipitaciones sobrepasan la cantidad de agua que el calor del sol evapora en el mismo lapso de tiempo, (un promedio de 10 °C mensuales evaporan 20 mm de agua caída) dejando un clima húmedo. Por el contrario, las zonas amarillas indican que durante ese tiempo el agua caída puede ser evaporada por el calor del sol. El área gris señala meses muy húmedos.

## Historia
Varias veces se internaron exploradores chilenos y europeos en el río Aysén, pero solo en enero de 1897 arribó al estuario del río a bordo del vapor Toro la expedición dirigida por Hans Steffen que se internó, dividida en dos, a lo largo del río Mañihuales la dirigida por Steffen y otra dirigida por Oscar Fischer con dirección aguas arriba por el río Simpson. La partida de Steffen dio sus nombres actuales los ríos Emperador Guillermo, Ñirehuao y Mañihuales y llegó hasta el valle del río Seguerr. La partida de Fischer llegó hasta los orígenes del río Coyhaique. Ambas expediciones se dirigieron al lago Nahuel Huapi como lo habían previsto en la planificación.: 90 

## Actividades económicas
El crecimiento económico de la región de Aysén desde 1960 ha sido producto de una reconversión del aparato productivo. El informe de la Dirección general de Aguas sostiene que "En 1960 los sectores de pesca, minería e industria representaban el 1.1% del PIB regional; mientras en 1997 este porcentaje aumentó a un 26%. En igual período el sector agropecuario disminuyó de 32,1% a 8,8%. Considerando tasas anuales de variación en el periodo 1997 –1970, se produjo una disminución anual promedio de 0,4% en el sector agropecuario. Los sectores de pesca, minería e industria, en cambio, aumentaron en un 22,5%; 17,3% y 9,3% respectivamente.": 18 
Este cambio se ha reflejado en el incremento significativo de las exportaciones de la zona en la década de los 90, aumentando de US$ 70 millones en 1990 a más de US$ 162 millones en 1999, lo que significa una tasa promedio anual de crecimiento del 9.8%, superior al 6.7% del país en su conjunto. En otras palabras, la exportaciones de Aysén aumentaron hasta el 1,1% del total nacional, el doble de la ponderación que la región tiene sobre el PIB nacional.: 18 
| Sector de la economía        | Miles de US$ FOB | Porcentaje de la economía de Aysén |
| ---------------------------- | ---------------- | ---------------------------------- |
| Agricultura                  | 8                | 0                                  |
| Ganadería                    | 801              | 0.5                                |
| Madera en Pie                | 2                | 0                                  |
| Resto de Min. Metálica       | 24.758           | 15.2                               |
| Ind. Alimentos               | 128.378          | 78.9                               |
| Alimentos Forrajeros         | 0                | 0                                  |
| Textiles                     | 27               | 0                                  |
| Forestales                   | 8.720            | 5.4                                |
| Ref. Petróleo y Prod. Deriv. | 19               | 0                                  |
| Vidrio y Manuf. De Vidrio    | 2                | 0                                  |
| Material Eléctrico           | 6                | 0                                  |
| Material Transporte          | 2                | 0                                  |
| Total Región                 | 162.723          | 100.0                              |

### Agricultura
La agricultura contempla solo 1.607 Ha de terrenos agrícolas. En al comuna de Coyhaique, se dan cultivos principales de cereales, chacras, hortalizas y plantas forrajeras. Otro cultivos como viñas, frutales, cultivos industriales entre otros no se producen.: 20 

### Generación de energía eléctrica
La cuenca de Aysén está fuera del Sistema Interconectado Central (SIC) y se ubica en el Sistema Interconectado de Aysén (SIA) que abastece las localidades de Villa Mañihuales, Ñirehuao, Puerto Chacabuco, Aysén, Coyhaique, Balmaceda, Villa Cerro Castillo y Puerto Ingeniero Ibáñez. En el año 2004 había 4 centrales hidroeléctricas en la zona, todas de pasada.: 29 
- Central El Toqui: De la Sociedad Minera el Toqui con las aguas del río Toqui, afluente del río Mañihuales puede producir 2500 kW.
- Central Río Claro: Para consumo de la industria faenadora local. Está ubicada en el río Claro al oeste de Coyhaique y su capacidad instalada es de 370 kW. (No se dispone de su localización con exactitud.)
- Central Puerto Aysén: De la Empresa Eléctrica Aysén (EDELAYSEN S.A.) que utiliza las aguas del río Arredondo en una central de pasada instalada el año 1962. Sus dos turbinas pueden utilizar un caudal máximo de 6,9 m3/s para generar 5527 kW, solo se utilizan 4m3/s, que es la capacidad máxima del canal de captación. En promedio el caudal extraído del río es de 3,4 m3/s.
- Central Lago Atravesado en construcción en el año 2004, utiliza derechos concedidos a la Empresa Eléctrica de Aysén Ltda., a través de la Resolución DGA Nº202 del 6 de mayo de 1987. La fuente del recurso concedido corresponde a las aguas del río que desagua al lago Atravesado. El caudal del derecho correspondiente es de 25100 l/s.

Dos proyectos destinados a utilizar el potencial hidroeléctrico de la región no han sido realizados. HidroAysén debía generar electricidad para el Sistema Interconectado Central y Alumysa, una planta refinadora de aluminio que utilizaría el potencial hidroeléctrico de Aysén.

### Actividad industrial
Las demandas industriales de agua en el año 2004 eran principalmente por las industrias de:: 30 
- Frigoríficos
- Mataderos
- Procesamiento de carnes
- Pesqueras

La demanda estimada para el año 2017 era desde el río Simpson 813000 m³/año (equivale a 26 l/s) y desde el río Aysén 5.691.000 m³/año (180 l/s).

### Descargas
Aguas servidas
El año 2002 solo la ciudad de Coyhaique poseía una planta de tratamiento de aguas servidas que vertía 6610 l/s al río Simpson. El resto de las ciudades las vertía sin tratamiento a los respectivos ríos o al mar.: 36 

## Áreas bajo protección oficial y conservación de la biodiversidad
Las Áreas bajo Protección Oficial pertenecientes al Sistema Nacional de Áreas Silvestres Protegidas por el Estado (SNASPE) que se emplazan en la cuenca corresponden a:: 22–23 
- Monumento Natural Dos Lagunas
- Reserva nacional de Mañihuales (Mañihuales)
- Reserva nacional Trapananda
- Reserva nacional Río Simpson
- Reserva nacional Coyhaique
- Parque nacional Cerro Castillo

La superficie total que ocupan estas áreas bajo protección Oficial pertenecientes al Sistema Nacional de Áreas Silvestres Protegidas por el Estado (SNASPE), alcanza las 138.356 Ha equivalentes al 12% de la superficie total de la
cuenca.
Las Áreas de conservación de la biodiversidad en la cuenca de Aysén, corresponden a:: 22–23 
- Monumento natural Dos Lagunas por la presencia de Bagres y Puyes;
- Reserva nacional Coyhaique por la presencia de bosque caducifolio de Aysén (musgos y líquenes de interés) y
- Reserva nacional Río Simpson

## Flora y fauna
El predominio en esta zona es la región vegetal del Bosque magallánico siempre verde, Se trata de una selva siempre verde, que se instala donde las precipitaciones son superiores a 2000 mm. Las especies dominantes son Nothofagus betuloides (coigue de Magallanes), Drimys winteri (canelo), Maytenus magellanica (leña dura), Pilgerodendron uvifera (ciprés de las Guaitecas) y Austrocedrus chilensis (ciprés de la Cordillera), Luma apiculada (Arrayán). En este bosque también se desarrolla gran cantidad de musgos, líquenes y helechos además de arbustos tales como Berberis ilicifolia (chelia), Berberis microphylla (calafate), Fuchsia magallánica (Chilco) y Ribes magellanicum (zarzaparrilla).
La fauna presente en este sector de la cuenca, que corresponde al flanco oriental de la Cordillera Principal, se compone del puma del sur (Puma concolor magellanicus) y en las partes inaccesibles quedan todavía algunos ejemplares de huemul (Hippocamellus b. bisulcus).